# Kovács Sándor (muzeológus)
Kovács Sándor (Sepsiszentkirály, 1928. február 20. – Sepsiszentgyörgy, 1984. február 26.) muzeológus, természettudományi író.

## Életútja
A sepsiszentgyörgyi Székely Mikó Kollégiumban érettségizett (1947), a Bolyai Tudományegyetemen természetrajz-kémia szakos diplomát szerzett (1951). A Móricz Zsigmond Kollégium tagja. Baróton, majd Sepsiszentgyörgyön tanított, 1961-től a Megyei Múzeum természetrajzi szakmuzeológusa. Rendezte a Diószeghy-féle lepkegyűjteményt, természet- és tájvédelmi vonatkozásban kutatta a Rétyi Nyír, a Szent Anna-tó, Bálványosfürdő vidékét. P. Samson és C. Rădulescu bukaresti paleontológusokkal karöltve nemzetközi elismerést aratott a Kárpát-kanyar medencéiben fellelt ősemlősmaradványok tudományos feldolgozásával. A Bodoki-hegység flórájának kutatása során botanikai gyűjtéseivel gazdagította a múzeum herbáriumát. Számos madártani, a gólya- és ragadozó madárpopulációkra vonatkozó, a kisemlősökkel foglalkozó közlemény szerzője.
Cikkeit eleinte a Tanügyi Újság, Pionír és Natura hasábjain közölte (1959-60); rovatvezető a Megyei Tükörben és a Brassói Lapokban. Magyar, román, német és francia nyelvű természettudományi szaktanulmányait az Aluta, Revista Muzeelor, Contribuții Botanice, Eiszeitalter und Gegenwart (Öhringen), Acta Theriologica, Nymphaea, ismeretterjesztő cikkeit A Hét, Előre, Falvak Dolgozó Népe, Fórum (Sepsiszentgyörgy) közölte. A botanikus, természetrajzos-muzeológus és meteorológus c. írása emléket állított László Ferencnek a Táj és tudomány c. kötetben (1978).

## Kötetei
- Bálványosfürdő és környéke (Kónya Ádámmal társszerzőként, turistakalauz, románul is. Sepsiszentgyörgy 1970);
- A Rétyi Nyír és környéke (Kónya Ádámmal, turistakalauz, románul is, Sepsiszentgyörgy 1970);
- Kovászna megye gyógynövényei (társszerzésben, 1979).